# Brisbane Heights
Die Brisbane Heights sind eine Reihe von bis zu 960 m hohen Hügeln im Zentrum von Coronation Island im Archipel der Südlichen Orkneyinseln. Sie erstrecken sich bogenförmig vom Worswick Hill zum Gebirgspass High Stile.
Der Falkland Islands Dependencies Survey nahm im Anschluss an eine von 1948 bis 1949 dauernden Vermessung die Benennung vor. Der Name Brisbane-Plateau wurde jedoch nach einer 1956 vorgenommenen Vermessung in die heutige Form geändert. Namensgeber ist der britische Kapitän Matthew Brisbane (1787–1833), der gemeinsam mit James Weddell im Januar 1823 die Südlichen Orkneyinseln erreichte und dabei die Küstenlinie des südlichen Abschnitts des Archipels grob kartierte.